# Julianna Di Giacomo
Julianna Di Giacomo (1975) è un soprano statunitense.

## Biografia
Cresciuta a Santa Monica ha studiato canto alla University of California, Los Angeles. Finiti gli studi si perfeziona al Merola Opera Program del San Francisco Opera e nel 2004 al Young Artist Program del Santa Fe Opera.

## Discografia parziale
- Milhaud: L'Orestie d'Eschyle (L. Phillips, Dempson, Outlaw, Delphis, University of Michigan Choirs and Symphony Orchestra, K. Kiesler), 2014 Naxos
- Mahler, Sinf. n. 8 (Live, Caracas) - Dudamel/LAPO/SBSOV, 2012 Deutsche Grammophon DVD
- Verdi: Messa da Requiem (Di Giacomo, Michelle DeYoung, Vittorio Grigolo, Ildebrando D'Arcangelo, Los Angeles Philharmonic Orchestra, Gustavo Dudamel), 2013 C Major